# Пікторіалізм

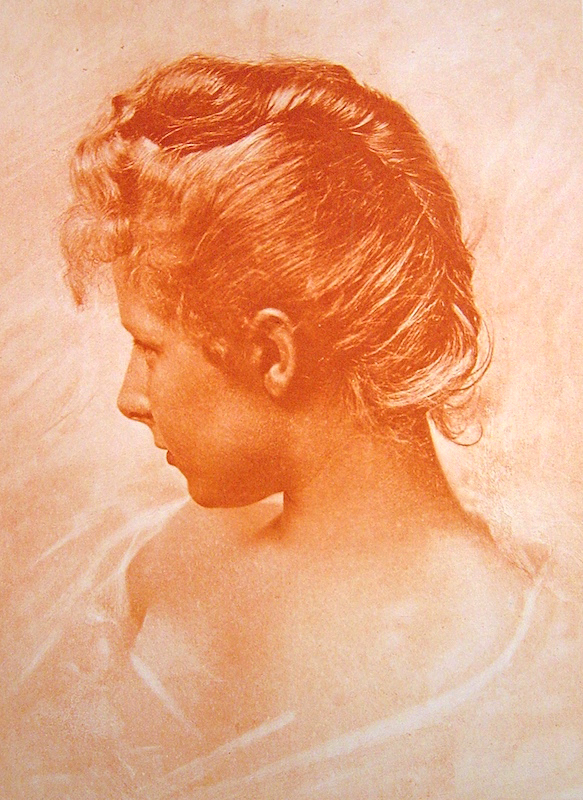
Робер Демаші. «Прімавера», 1899

Піктореалі́зм, пікторіалі́зм (англ. pictorialism, от англ. pictorial — образотворчий) — естетична течія в європейському та американському фотографічному мистецтві в кінці XIX — на початку XX ст., прихильники котрої прагнули до пікторіального (картинного) фотографічного зображення. В працях фотографів-піктореалістів помітний вплив австрійського символізму, англійського прерафаелізму, німецького югендстилю, французького ар-деко і особливо імпресіонізму, тому піктореалізм ще інколи називають фотоімпресіонізмом.

## Техніка друку зображень

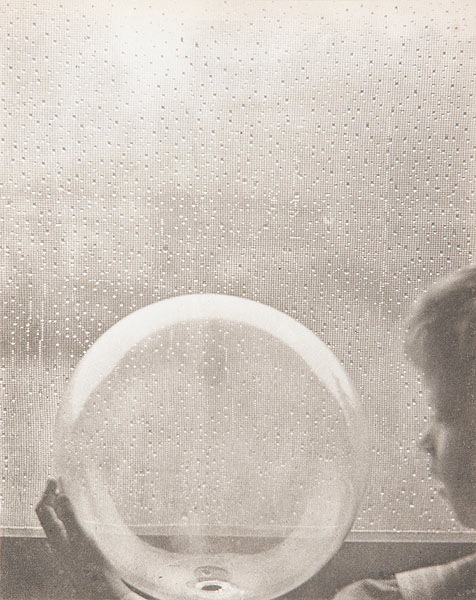
Кларенс Хадсон Вайт. «Краплі дощу», 1903

Піктореалізм відкрив для фотографії різні способи друку зображення, так звані «шляхетні техніки» (загальна назва пігментної і бромомасляної технік). Бромомасляний процес полягав в додатковій обробці позитива, надрукованого на бромосрібному фотопапері. Суть процесу полягала у відбілюванні зображення і одночасному дубленні фотоматеріалу біохроматами з подальшим нанесенням на задублені ділянки олійної фарби потрібного кольору. З появою нового методу фотографії з'явилася можливість накладати пензликом світлочутливі солі срібла. Фотографії після такої обробки нагадували малюнки, зроблені вугіллям або аквареллю. Пігментний друк зближував фотознімок до гравюри. Для отримання кольорових (пігментних) зображень застосовувалася спеціальний пігментний папір, политий желатиновим шаром, який містить дрібно розтертий нерозчинний у воді барвник.
Піктореалісти використовували портретні об'єктиви, що дають зображення зниженого контрасту за рахунок зменшення їх різкості, і моноклі, які дозволяли з більшою свободою передавати у пейзажах повітряний серпанок, морську далечінь, надавати малюнку розпливчастості.

## Видатні представники
Європейські фотографи-піктореалісти прагнули підняти світлопис до рівня високого мистецтва. Діяльність багатьох відомих фотографів пов'язана з фотографічними клубами. Відомим представником піктореальної фотографії був англійський фотограф Олександр Кейглі. Він, як і багато піктореалістів, прагнув створити якийсь ідеалізований світ, і цим почасти обумовлений вибір його сюжетів. Улюблені мотиви Кейглі — романтичні руїни древніх храмів, пасторальні пейзажі сільської місцевості, лісові галявини, залиті потоками сонячного світла.
Відомим майстром піктореальної фотографії у Франції був Робер Демаші. У його роботах стирається грань між фотографією і живописом: сміливі, широкі мазки обрамляють фігури людей, закручуються навколо них вихором штрихів. Для створення подібних ефектів Демаші застосовував особливу ретуш: ретуші: він вискоблював щільні відтінки прямо на негативі. Він також ввів в практику перенесення олійних зображень з желатинового паперу на японський, що надавало знімку характер графічного твору.
Те, що не вдалося в повній мірі здійснити французьким і англійським піктореалістам, а саме домогтися визнання фотографії як виду мистецтва, зробили американські майстри світлопису Кларенс Хадсон Вайт, Едвард Стайхен і Альфред Стігліц. Незважаючи на те, що ранні знімки Стігліца виконані в піктореальному стилі, він ніколи не використовував засоби художньої обробки, якими зазвичай користувалися піктореалісти.
Ранні знімки Едварда Стайхен, безумовно, належать до спадщини піктореалізму. Фотографію Flatiron критики порівнювали з «Ноктюрн» американського живописця Джеймса Вістлера. У фотографії Штайхен той же ніжний колорит розчиняється у вечірніх сутінках міста, золоті вогні ліхтарів, відображені в блискучій від дощу бруківці.

До кінця Другої світової війни Стігліц і Штайхен відійшли від піктореалізму і звернулися до «чистої» фотографії. Друг Стігліца Кларенс Х. Уайт продовжував створювати знімки в мальовничому стилі і після війни, коли піктореалізм вже хилився до заходу. У 1916 році він став одним із засновників Американського суспільства фотографів-пікторіалістов, яке, втім, не знайшло великого числа прихильників серед сучасників. Постановочні кадри Уайта та Кезібір немов належали іншій епосі, традиціям живопису XIX століття.
З представників німецького піктореалізму варто назвати фотографа-портретиста Уго Ерфурта. На фотографії Knabenbildnis in landschaft («Портрет юнака на фоні пейзажу») Ерфурт чудово передає психологічні риси моделі, весь кадр заражений енергією юності.

## Джерело
- Посилання